# یون‌جون
چوی یون جون (کره‌ای: 최연준؛ زادهٔ ۱۳ سپتامبر ۱۹۹۹) که بیشتر با نام یون‌جون (انگلیسی: Yeonjun) شناخته می‌شود، رپر، خواننده، رقصنده، مجری، ترانه‌پرداز و مدل اهل کره جنوبی است. او از سال ۲۰۱۹ به عنوان عضوی از گروه پسرانهٔ کره‌ای تی‌اکس‌تی زیر نظر بیگ هیت میوزیک فعالیت خود را آغاز کرد.

## اوایل زندگی
یون‌جون زادهٔ ۱۳ سپتامبر ۱۹۹۹ در ناحیه سونگ‌بوک، سئول، کره جنوبی و تک فرزند است. او پس از فارغ‌التحصیلی از دبیرستان هنر کره‌ای در دانشگاه گلوبال سایبر ثبت نام کرد.

## حرفه

### پیش از آغاز فعالیت
یون‌جون پیش از آغاز فعالیت، برای ۴ سال کارآموز بیگ هیت میوزیک بود. او برای ادیشن خود، ترانه «پسری با عشق» از بی‌تی‌اس را اجرا کرد. در مدت چهار سال کارآموزی، یون‌جون به عنوان «کارآموز افسانه‌ای» این کمپانی شناخته شد، چون او همواره در ارزیابی‌های ماهانه در رقص، اجرای آواز و رپ رتبه اول را کسب می‌کرد. او همچنین کارآموز سابق کیوب انترتینمنت بود.

### ۲۰۱۹–اکنون: آغاز فعالیت با تی‌اکس‌تی و فعالیت‌های انفرادی
در ۱۰ ژانویه ۲۰۱۹، بیگ هیت میوزیک گروه پسرانهٔ جدید خود را با نام تی‌اکس‌تی اعلام کرد. یون‌جون به عنوان اولین گروه از طریق یک ویدئو معرفی شد که در کانال یوتیوب رسمی و سوشال مدیای این کمپانی منتشر شد. بازدید این ویدئو در مدت ده ساعت پس از انتشار به ۵ میلیون رسید. او به صورت رسمی در ۴ مارس ۲۰۱۹ به عنوان عضو تی‌اکس‌تی پس از انتشار آلبوم چندآهنگه بخش رؤیا: ستاره فعالیتش را آغاز کرد.
در ۱۲ ژانویه ۲۰۲۱، یون‌جون فعالیت بازیگری خود را با حضور افتخاری در مجموعه تلویزیونی پخش زنده آغاز کرد. ماه بعد، او در هفته مد نیویورک پاییز/زمستان ۲۰۲۱ حضور پیدا کرد و به عنوان مدل کره‌ای برای برند یواِل: کین روی استیج رفت. در ماه اکتبر، او در ترانه «بلاکباستر» از نخستین آلبوم استودیویی انهایپن به نام بعد: دوراهی همکاری کرد که در ۱۲ اکتبر منتشر شد.
در فوریه ۲۰۲۲، یون‌جون به همراه همگروهی‌اش ته‌هیون و دی‌جی آلن واکر، ترانه «پی‌اس‌فایو» (PS5) را منتشر کرد. در ۱۵ مارس اعلام شد که یون‌جون به همراه پارک جی هو مجری‌های جدید اینکیگایو هستند. در ماه ژوئیه، یون‌جون سفیر برند لباس Privé Alliance شد. در نوامبر ۲۰۲۳، اعلام شد که یون‌جون به همراه کی و آن یو جین میزبان فستیوال اس‌بی‌اس گایو ده‌جون خواهد بود که در ۲۵ دسامبر برگزار شد.

## فیلم‌شناسی

### مجموعه تلویزیونی
| سال  | عنوان    | نقش        | توضیحات      | منابع  |
| ---- | -------- | ---------- | ------------ | ------ |
| ۲۰۲۰ | پخش زنده | کیم جین وو | حضور افتخاری | [ ۱۵ ] |

### برنامه تلویزیونی
| سال       | عنوان             | نقش       | توضیحات                                                            | منابع         |
| --------- | ----------------- | --------- | ------------------------------------------------------------------ | ------------- |
| ۲۰۱۹      | اینکیگایو         | حضور ویژه | به همراه مین‌گیو و شین اون سو                                       | [ ۲۳ ]        |
| ۲۰۱۹      | اینکیگایو         | حضور ویژه | به همراه لی نا اون و سوبین                                         | [ ۲۴ ]        |
| ۲۰۱۹      | ام کانت‌داون       | حضور ویژه | به همراه راوی و سوبین                                              | [ ۲۵ ]        |
| ۲۰۲۲–۲۰۲۴ | اینکیگایو         | مجری      | به همراه رو جونگ یی، سو بوم جون، هیونگ‌وون، کیم جی اون و پارک جی هو | [ ۲۰ ] [ ۲۶ ] |
| ۲۰۲۳      | اس‌بی‌اس گایو ده‌جون | مجری      | به همراه کی و آن یو جین                                            | [ ۲۲ ]        |